# Paul Eichelmann
Paul Eichelmann (Berlino, 11 ottobre 1879 – Berlino, 9 dicembre 1938) è stato un calciatore tedesco, di ruolo portiere.